# Mikroregion Sete Lagoas

Mikroregion Sete Lagoas

Mikroregion Sete Lagoas – mikroregion w brazylijskim stanie Minas Gerais należący do mezoregionu Metropolitana de Belo Horizonte.

## Gminy
- Araçaí
- Baldim
- Cachoeira da Prata
- Caetanópolis
- Capim Branco
- Cordisburgo
- Fortuna de Minas
- Funilândia
- Inhaúma
- Jaboticatubas
- Jequitibá
- Maravilhas
- Matozinhos
- Papagaios
- Paraopeba
- Pequi
- Prudente de Morais
- Santana de Pirapama
- Santana do Riacho
- Sete Lagoas